# سکوت (رمان)
سکوت یا چینموکو (به ژاپنی: 沈黙 Chinmoku) رمانی الهیاتی و تاریخی است که توسط شوساکو اندو به زبان ژاپنی نوشته شده و برای نخستین بار در سال ۱۹۶۶ توسط انتشارات شینچوشا در ژاپن منتشر شده‌است. اندو، که خود یک کاتولیک ژاپنی است، داستان دو مُبلّغ قرن هفدهمی، پدر رودریگز و فرانسیسکو گارپه را روایت می‌کند که تلاش می‌کنند تا از جنبش سرکوب‌شده مسیحی ژاپن حمایت کنند. زمان ورود آنها دو سال پس از شکست شورش شیمابارا (۱۶۳۷) و هنگامی است که مسیحیان پنهان آزار و اذیت بسیاری را تحمل می‌کنند. پدر رودریگز به ژاپن آمده‌است تا حقیقتِ پشت شایعات غیرقابل تصوری را پیدا کند مبنی بر این معلم مشهورش فریرا، پس از دستگیری توسط دولت ژاپن، ایمان خود را رها کرده‌است. اما پس از ورودش متوجه می‌شود که تنها راه کمک به مسیحیان که بیرحمانه تحت تعقیب قرار گرفته‌اند، ممکن است مرتد شدن خودش باشد. در نهایت، رودریگز اگرچه ممکن است دیگر هرگز پا به داخل کلیسا نگذارد، اما همیشه بخشی از ایمان را در قلبش زنده خواهد داشت.
سکوت از یک پیشگفتار و نُه فصل تشکیل شده‌است. این رمان دریافت‌کننده جایزه تانیزاکی در سال ۱۹۶۶ و برترین دستاورد اندو است که یکی از بهترین رمان‌های قرن بیستم نامیده شده‌است. مضمون رمان به شدت از تجربهٔ شخصی اندو از تبعیض دینی در ژاپن، نژادپرستی در فرانسه و بیماری ناتوان‌کننده سل تأثیر گرفته‌است. این رمان به‌طور قابل توجهی با رمان قدرت و جلال گراهام گرین مقایسه شد، که باعث شد از اندو به عنوان «گراهام گرین ژاپن» یاد شود. این کتاب در سال ۱۹۷۶ توسط ناشران پیتر اوون به زبان انگلیسی در انگلستان منتشر شده‌است. فیلم سکوت در سال ۲۰۱۶ به کارگردانی مارتین اسکورسیزی، فیلمساز آمریکایی از این کتاب اقتباس شده‌است.

## پیش زمینه تاریخی

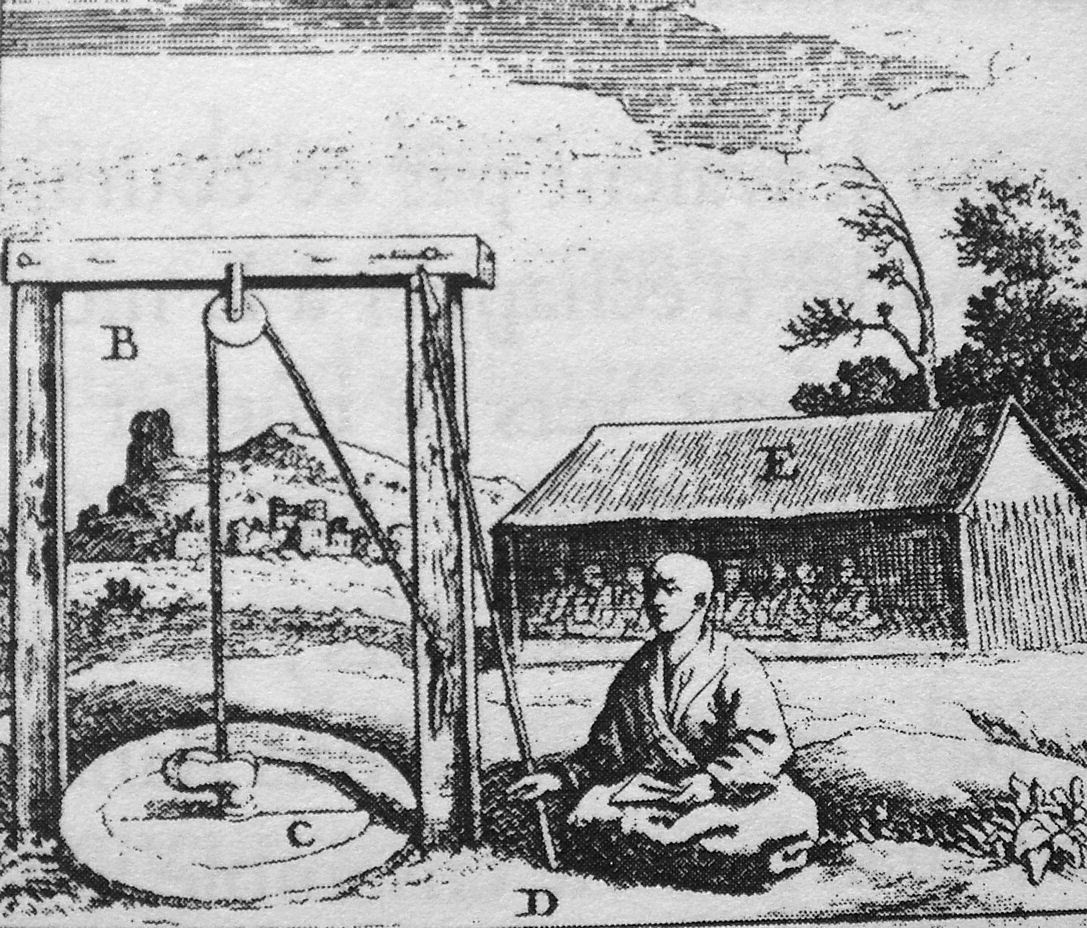
تصویری از نحوهٔ انجام شکنجه آنا-تسوروشی به معنی آویزان کردن از حفره. یک تکنیک شکنجه ژاپنی بود که در قرن هفدهم برای وادار کردن مسیحیان پنهان برای اظهار ندامت از ایمان استفاده می‌شد.

برای اولین بار مبلغان مسیحی همراه با فرانسیسکو خاویر در دههٔ ۱۵۴۰ میلادی به ژاپن وارد شدند. اولین موفقیت مسیحیت در ژاپن در کیوشو در جنوب ژاپن رخ داد. در طی جنگ‌های داخلی ژاپن گرویدن دایمیو‌های (اربابان فئودالی) محلی مانند اومورا سومیتادا، آریما یوشی‌سادا و اوتومو سورین به مسیحیت منجر به تغییر مذهب بسیاری از رعایای آنها شد.
پس از پایان جنگ‌های داخلی ژاپن، تحت حکومت متحدکنندهٔ ژاپن اودا نوبوناگا، یسوعی‌ها از حمایت و لطف او برخوردار بودند. جانشین اودا، تویوتومی هیده‌یوشی ابتدا از مسیحیت حمایت کرد، هیده‌یوشی در ژوئیه ۱۵۸۷ پس از فتح موفقیت‌آمیز کیوشو از فوکوئوکا بازدید کرد و به این باور رسید که یسوعی‌ها ژاپنی‌ها را به عنوان برده به خارج از کشور می‌فروشند، عبادتگاه‌ها و معابد را ویران می‌کنند و مردم را مجبور به گرویدن به مسیحیت می‌کنند در نتیجه با انتشار فرمان اخراج مبلغان مسیحی از ژاپن، سیاست خود را تغییر داد. الساندرو والیگنانو، در ۱۴ دسامبر ۱۵۸۲ نامه‌ای به فرماندار کل فیلیپین، فرانسیسکو دو ساند نوشت و متذکر شد که فتح ژاپن با قدرت نظامی غیرممکن است و تبدیل ژاپن به مسیحیت مهم‌ترین وظیفه کلیسا است. محققان همچنین این نظریه را مطرح می‌کنند که تویوتومی هیده‌یوشی معتقد بود مأموریت واقعی مبلغان مسیحی تبدیل جمعیت ژاپنی به مسیحیت، سرنگونی دولت و تبدیل آن به مستعمره است.
در سال ۱۶۳۷، ماتسوکورا کاتسوایه دایمیوی (ارباب فئودالی) قلمرو شیمابارا؛ قلمرو خود را با حکمرانی نادرست اداره می‌کرد و مالیات بالایی را بر مردم و مسیحیان وضع کرد. این امر، همراه با قحطی، منجر به شورش شیمابارا شد. این شورش ابتدا یک جنبش دهقانی بود، اما بعداً مسیحیان به شورش پیوستند و در نتیجه شوگون‌سالاری توکوگاوا مسیحیت را ممنوع کرد. از آنجا که شوگون‌سالاری مشکوک بدین بود که اروپا و کلیسای کاتولیک در گسترش شورش دست داشته‌اند، معامله گران پرتغالی به خارج از کشور رانده شدند. در سال ۱۶۳۹ سیاست انزوای ملی یا ساکوکو در کشور به اجرا گذاشته شد. همچنین ممنوعیت دین مسیحی در ژاپن پس از آن به‌شدت به اجرا گذاشته شد. پس از شورش شیمابارا، مسیحیان باقیمانده مجبور شدند علناً از ایمان خود دست بکشند. بسیاری به انجام مخفیانه مسیحیت ادامه دادند و در دوران مدرن به عنوان مسیحیان پنهان شناخته می‌شوند. شوگون‌های توکوگاوا مسیحیت علنی را در ژاپن از طریق قتل، آزار و اذیت و احکام ریشه‌کن کرده. و در طی ۵۰ سال، با سیاست‌های سرکوبی تعداد مسیحیان را نزدیک به صفر رساندند.
رمان تاریخی سکوت که برگرفته از تاریخ شفاهی جوامع کاتولیک ژاپن است، گزارش‌های داستانی مفصلی از آزار و اذیت جوامع مسیحی و سرکوب کلیسا ارائه می‌کند.

## دربارهٔ نویسنده

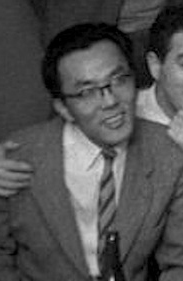
تصویری از شوساکو اندو

شوساکو اندو به عنوان پسر دوم پدرش، که در بانک کار می‌کرد، و مادرش، که از هنرستان موسیقی فارغ‌التحصیل شده بود، به دنیا آمد. وقتی ۳ ساله بود به دلیل جابجایی شغلی پدرش به منچوری نقل مکان کردند. وقتی ۱۰ ساله بود مادرش طلاق گرفت و او را به ژاپن بازگرداند. اندو در ۱۱ سالگی به خواست مادر و خاله‌اش که به تازگی تغییر دین داده بودند، به یک کاتولیک رومی تبدیل شد. نام تعمید یافته او «پل» بود. در سال ۱۹۴۱ وارد دوره مقدماتی دانشگاه سوفیا شد. در آذرماه همان سال مقاله خود «خدای متافیزیکی، خدای دینی» را در شماره اول «مجله سوفیا» منتشر کرد. در سال ۱۹۴۳ به دانشگاه کیئو وارد شد و در رشته ادبیات فرانسه تا سال ۱۹۴۹ تحصیل کرد، موضوعی که از سال ۱۹۵۰ تا ۱۹۵۳ در دانشگاه لیون فرانسه آن را ادامه داد. موضوع اکثر داستان‌های او تضاد دیدگاه‌های ژاپنی و غربی هستند و پیچیدگی‌های تعامل بین فرهنگ‌ها را نیز نشان می‌دهند.
مذهب مسیحی به راحتی بر دوش اندو نمی‌نشست و تعهد کم عمق او باعث شد که او احساس گناه زیادی کند، زیرا او مطمئن بود که مادرش را ناامید می‌کند. در سال ۱۹۵۰، اندو جزو اولین گروه دانشجویان ژاپنی بود که پس از جنگ جهانی دوم کشور را ترک و در خارج از کشور تحصیل کردند. این دو رویداد، یعنی تحمیل مذهب کاتولیک به او، و قرار گرفتن او در جهان فراتر از ژاپن، منشور عجیبی را ایجاد کرد که اندو از طریق آن به جامعه ژاپن نگاه می‌کرد. هنگامی که نویسنده جوان به ژاپن بازگشت و به عنوان نویسنده شروع به کار کرد، بلافاصله مجذوب مسائل مربوط به گناه و مسئولیت در جامعه و تاریخ ژاپن شد. اندو علاقه شدیدی به دوران به اصطلاح مسیحی از دوره سنگوکو تا دوره ادو (قرن شانزدهم و هفدهم میلادی) دارد. اندو می‌گوید که دلیل علاقه او دوران اولیه مسیحیت در ژاپن این است که خودش به عنوان معتقد به دین دشمن در طول جنگ جهانی دوم مورد تبعیض قرار گرفته‌است.
اندو ژاپنی و کاتولیک بود؛ پس هر کجا که می‌رفت، بیگانه بود: هموطنان بودایی‌اش به او و دینش با بدگمانی می‌نگریستند و اروپاییان هم که او سال‌ها در فرانسه با آنان زندگی می‌کرد، او را غریبه می‌دانستند. او عمیقاً با تجربهٔ «دیگری بودن»، آشنا بود. دیدگاه او بیشتر با بینش‌هایی در مورد پیوندهای روح و بدن شکل گرفت که او احتمالاً از سال‌ها رنج و بستری شدن در بیمارستان به دلیل حملات مکرر بیماری سل در ریه‌هایش به دست آورده بود (در یک مقطع زمانی، او دو سال را در بیمارستان گذراند). برای اندو، هیچ راه آسانی برای رستگاری وجود نداشت. به نظر می‌رسد همهٔ این تناقض‌ها نحوهٔ تفکر اندو در مورد تناقض‌های ایمانش را شکل داده‌اند: برای مثال، معمای تثلیث، که در آموزه‌ها، مسیح هم کاملاً خدا و هم انسان کامل است. یا معمای مسیحیان که دستور تقلید از مسیح را دارند، در حالی که می‌دانند این کار برای انسان‌های ناقص غیرممکن است یا اصطکاک بین فرهنگ‌هایی که او به شدت با آنها همذات‌پنداری می‌کرد. چگونه می‌توان هم ژاپنی بود و هم غربی؟ چگونه می‌توان مسیحی و ژاپنی بود؟ اندو در مواجهه با دو ایدئولوژی به ظاهر ذات‌گرایانه و انعطاف‌ناپذیر، به دنبال ترکیبی بود که به نظر می‌رسید نه جایی برای ادغام وجود دارد و نه امکانی. نه تنها جامعهٔ ژاپن «بسته» و مقاوم در برابر تغییر به نظر می‌رسید، بلکه مسیحیت نیز — در قالب کاتولیک — در نظر او به همان اندازه «سرسخت و منزوی» به نظر می‌رسید. به عنوان بومیِ کشوری که تحت تهدید استعمار کشورهای مسیحی قرار گرفته بود - اندو احساسات پیچیده‌ای در مورد این موضوع داشت. این پیچیدگی‌ها در سکوت ظاهر می‌شوند. اندو معتقد بود ژاپن یک باتلاق یا دریایی از گل است که کاشتن مسیحیت در آن غیرممکن است.

## عنوان کتاب
اندو در مورد عنوان کتاب نوشته‌است: «از آنجایی که آنها هم انسان هستند، می‌خواستم به آنها صدایی بدهم. می‌خواستم آنها را از خاکستر سکوت بیدار کنم. من می‌خواهم خاکستر سکوت را جمع کنم و صدای آنها را بشنوم. به همین دلیل نام کتاب را سکوت گذاشتم. همچنین با «سکوت خدا» همپوشانی داشت، که می‌پرسد چرا خدا سکوت کرد، با وجود اینکه در چنین آزار و اذیتی بسیار اندوه بسیاری وجود داشت و خون‌های زیادی ریخته شده بود.»

## نگارش و انتشار
سکوت نخستین بار به زبان ژاپنی به نام چینموکو در سال ۱۹۶۶ توسط انتشارات شینچوشا منتشر شد. در ژاپن تا ژانویه ۲۰۱۷ این کتاب ۶۳ بار و به تعداد دو میلیون و ۳۰۰۰ نسخه توسط انتشارات شینچوشا تجدید چاپ شده‌است.

### ترجمه
سکوت اولین بار در سال ۱۹۶۹ به زبان انگلیسی با ترجمه قابل اعتماد «ویلیام جانستون» در دانشگاه سوفیا منتشر شد. سپس برای نخستین بار در خارج از ژاپن توسط ناشران پیتر اوون منتشر شد و بلافاصله به یکی از پرفروش ترین‌ها، به ویژه در محافل مسیحی در ژاپن تبدیل شد. تا سال ۲۰۱۶ این کتاب به حدود ۱۳ زبان ترجمه شده و بیش از ۶ میلیون نسخه در سراسر جهان به فروش رفته‌است.
در سال ۱۳۹۵ شمسی برگردان فارسی این کتاب با ترجمهٔ «حمیدرضا رفعت‌نژاد» توسط فرهنگ نشر نو منتشر شد.

## شخصیت‌پردازی

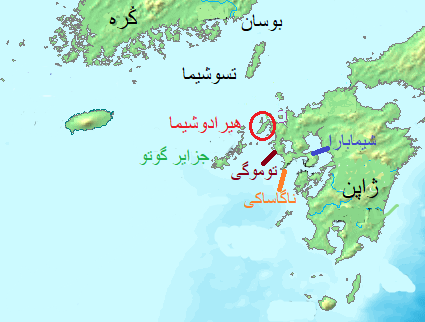
محل مکان‌های جغرافیایی ذکر شده در رمان سکوت. «روستای توموگی»، جزایر گوتو، ناگاساکی، شیمابارا و هیرادوشیما

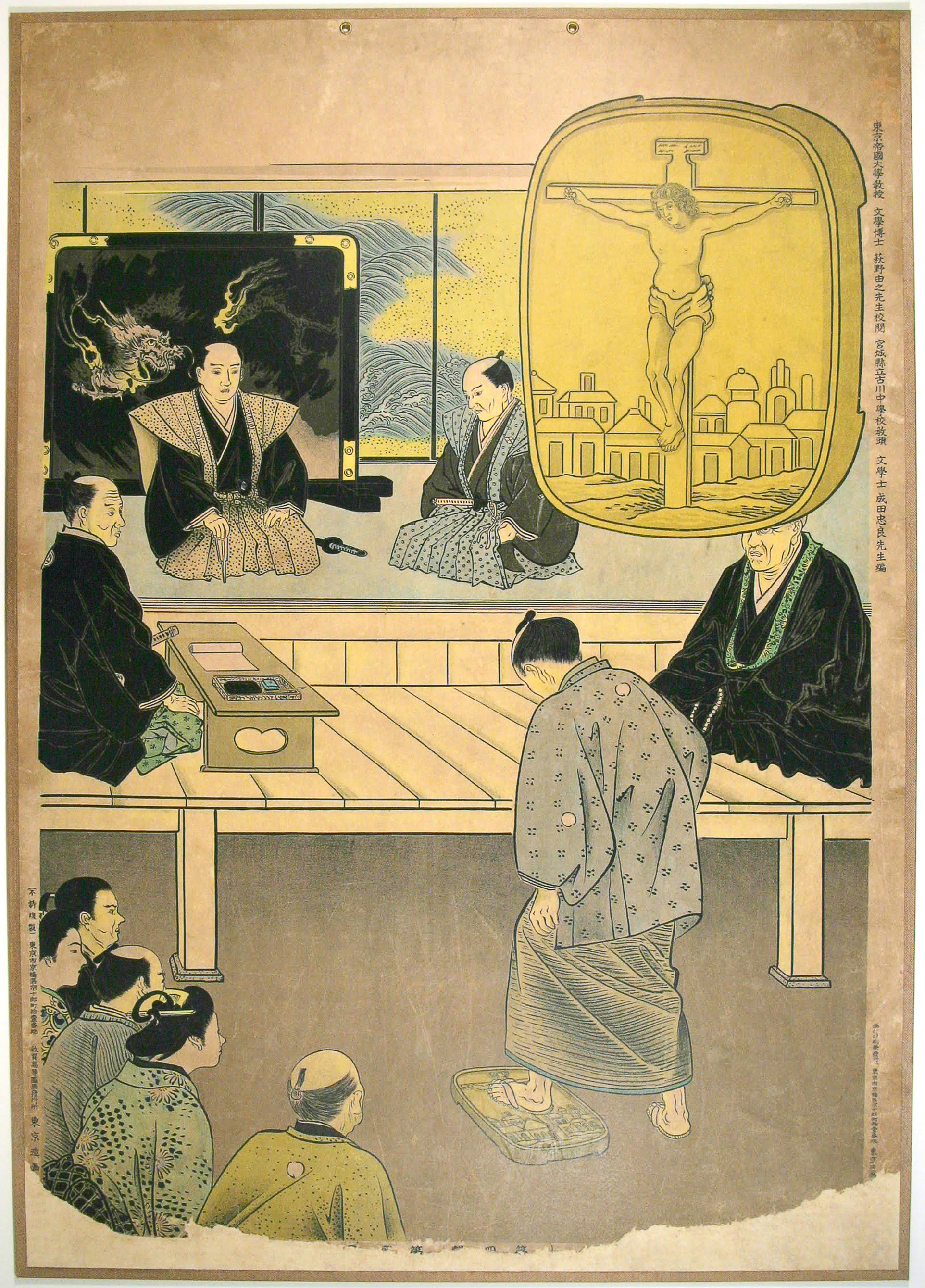
استفاده از فومیئه برای افشای مسیحیان توسط شوگون‌سالاری توکوگاوا، فومیئه حکاکی فلزی از صورت عیسی مسیح است که بر روی تخته ای از چوب ثابت شده‌است. دولت ژاپن به‌طور خاص فومیئه خود را می‌ساخت تا شهروندان و زندانیان بتوانند برای اعلام ارتداد و انکار مسیحیت، روی آن قدم بگذارند.

- پدر الساندرو والیگنانو: یی از رهبران کلیسا است که رودریگز و گارپه در ماکائوی چین با او ملاقات می‌کنند. والیگنانو ناظر میسیونرها در ژاپن است که همگی یا اخراج یا کشته شده‌اند و بنابراین در ابتدا اجازه نمی‌دهد دو کشیش جوان مأموریت جدیدی را انجام دهند. با این حال، پس از متقاعد شدن توسط آنان، والیگنانو یک کشتی چینی ترتیب می‌دهد تا آنها را به سواحل ژاپن قاچاق کند و به آنها در مورد مقام ارشد تفتیش عقیده ژاپن اینواوئه ماساشیگه هشدار می‌دهد.[۲۴]
- پدر سباستینو من:شخصیت اصلی داستان است. او یک مبلغ کاتولیک پرتغالی است که به ژاپن سفر می‌کند تا برای مسیحیان ژاپنی کشیش شود و حقیقت را در مورد مرشد سابق خود، پدر فریرا، که شایعه شده‌است مرتد شده و ایمان خود را ترک کرده‌است، کشف کند. هنگامی که رودریگز با کیچی‌جیرو و پدر گارپه به ژاپن سفر می‌کند، نسبت به ایمان خود به عیسی مسیح جسور و پرشور است.[۲۵] او تصور روشنی از وظیفه‌اش دارد، یعنی اینکه تا آنجا که ممکن است ژاپنی‌ها را به مسیحیت متمایل کند و به هر طریقی به هر مسیحی که به کمک او نیاز دارد کمک کند. با این حال، عنوان رمان، یعنی «سکوت»، سرنخی از آنچه که او با آن روبرو است به ما می‌دهد. درحالی‌که بیست سال از آغاز آزار و شکنجه می‌گذرد و خاک ژاپن مملو از زاری بسیاری از مسیحیان شده و خون سرخ مؤمنان به شدت جاری است. دیوارهای کلیساها فرو ریخته‌است. خداوند در برابر این قربانی‌های وحشتناک که به او تقدیم شده‌است، سکوت کرده‌است. رودریگز در سراسر کتاب با این سکوت دست و پنجه نرم می‌کند. چرا خدا مداخله نکرده‌است و به او و سایر مسیحیان کمک نمی‌کند تا ایمان و دین خود را حفظ کنند؟ او نمی‌تواند پاسخ قانع کننده‌ای برای این پرسش پیدا کند.[۲۶] همان‌طور که رودریگز با سکوت خدا دست و پنجه نرم می‌کند و برای مقابله با استدلال‌های قاضی اینوئه در مورد عدم سازگاری مسیحیت با ژاپن و سودمندی آن مبارزه می‌کند، به تدریج ایمان او متزلزل می‌شود. رودریگز پس از ملاقات با فریرا که یک مرتد واقعی است و معتقد است مسیحیت هرگز نمی‌تواند در ژاپن ریشه بدواند و پس از اینکه متوجه می‌شود که مسیحیان ژاپنی تا زمانی که مرتد نشود شکنجه خواهند شد، در نهایت تصمیم می‌گیرد که بر روی فومیئه (تصویر حک شده مسیح) قدم بگذارد و احساس می‌کند که مسیح انتخاب او را تأیید می‌کند. اگرچه رودریگز مأمور دولت ژاپن می‌شود و به آنها برای مبارزه با مسیحیت کمک می‌کند، و اگرچه از کلیسا اخراج می‌شود، اما به خود مسیح ارادت دارد و به خدا ایمان دارد. این نشان می‌دهد که اگرچه رودریگز به نهاد مسیحیت خیانت کرده‌است، اما در نهایت به خود مسیح خیانت نکرده‌است.[۲۵] در واقع پایه تاریخی این شخصیت، جوزپه کیارا است که در رمان سکوت توسط شوساکو اندو به نام «سباستینو رودریگز» به تصویر کشیده شده‌است.[۲۷] این داستان عمدتاً در نامه‌هایی که پدر سباستین رودریگز برای پدر الساندرو والیگنانو فرستاده، روایت می‌شود.[۲۸]
- پدر فرانسیسکو گارپه: یک کشیش مبلغ پرتغالی که رودریگز را در ژاپن همراهی می‌کند. این دو کشیش دوستان صمیمی هستند و حمایت گارپه و شوخ‌طبعی او، رودریگز را در اولین هفته‌های اقامت در ژاپن جسور می‌کند. اگرچه گارپه هنگام فرار از توموگی از رودریگز جدا می‌شود و بنابراین در بیشتر داستان غایب است، قدرت وفاداری او تا حدودی مانعی برای ضعف نهایی رودریگز است. زمانی که چند مسیحی دارند به ناگاساکی برده می‌شوند تا به خاطر ایمانشان مورد آزار و اذیت قرار گیرند، رودریگز آنها را تشویق می‌کند که به ظاهر مرتد شوند تا خود و روستایشان را از رنج در امان بدارند، اما گارپه آشکارا مخالف است. گاروپه عازم جزیره هیرادو می‌شود. مقامات ژاپنی برای وادار کردن گاروپه به انکار ایمانش، چهار نفر مسیحی را با یک قایق کوچک به دریا می‌برند و آنها را در آب رها می‌کنند تا یکی‌یکی غرق شوند. گاروپه اما قاطعانه از ارتداد امتناع می‌ورزد و خود برای نجات آنها در دریا فرومی‌رود. - به این ترتیب، اگرچه امتناع او از مرتد شدن، منجر به مرگ چندین مسیحی ژاپنی می‌شود، حداقل او می‌تواند با آنها بمیرد. مرگ گارپه یکی از آخرین وقایع است که روح رودریگز را می‌شکند و او را به سمت مرتد شدن سوق می‌دهد.[۲۹]
- پدر کریشتاوائو فریرا: یک کشیش مبلغ پیشین پرتغالی است که به مدت ۲۰ سال در ژاپن رهبری جنبش مسیحی را در ژاپن بر عهده داشته‌است. دلیل ارتداد او به یکی از انگیزه‌های اصلی مأموریت رودریگز و گارپه به ژاپن تبدیل می‌شود. وقتی رودریگز با فریرا ملاقات می‌کند، متوجه می‌شود که فریرا واقعاً مرتد است و به عنوان یک ژاپنی در ناگاساکی زندگی می‌کند. مردی با همسر و خانواده ژاپنی و توسط اینواوئه ماساشیگه استخدام شده‌است تا رودریگز را متقاعد کند که مرتد شود. رودریگز مشاهده می‌کند که فریرا با ترجمه متون علمی به نفع ژاپن خدمت می‌کند. فریرا عقیده دارد که مسیحیت با فرهنگ شرقی ژاپن ناسازگار است.[۳۰]
- کیچی‌جیرو: اولین ژاپنی است که رودریگز و گارپه با او آشنا می‌شوند. اگرچه کیچی‌جیرو وقتی با کشیشان در ماکائوی چین ملاقات می‌کند سعی می‌کند مسیحیت خود را انکار کند، هر دو مرد بلافاصله شک می‌کنند که او یکی از اعضای ایمان آنها است. همان‌طور که آنها پس از رسیدن به ژاپن با او متوجه می‌شوند، کیچی‌جیرو سال‌ها قبل، زمانی که خانواده اش به خاطر ایمانشان شکنجه و اعدام شدند، مرتد شده‌است. در طول داستان، کیچی‌جیرو نه تنها چندین بار دیگر مرتد می‌شود، بلکه به خاطر پول یا برای نجات خود، رودریگز و دیگر مسیحیان را به مقامات ژاپنی لو می‌دهد و خیانت می‌کند و نقشی شبیه به یهودای اسکاریوتی در روایت کتاب مقدس را بر عهده می‌گیرد. کیچی‌جیرو، علیرغم خیانت‌های مداوم، رودریگز را در تمام مدت فرار، زندان و حتی پس از ارتداد نهایی‌اش دنبال می‌کند. کیچی‌جیرو بارها از کشیش طلب بخشش می‌کند، حتی داوطلبانه خود را به زندان می‌اندازد و سعی می‌کند تا به رودریگز نزدیک شود. رودریگز بین احساس همدردی، رنجش و نفرت نسبت به کیچی‌جیرو خیانتکار متزلزل می‌شود. در یک روایت بزرگتر در پایان حبس رودریگز، متوجه می‌شود که خودش مرتد شده، و به اندازه کیچی‌جیرو به یهودا شباهت دارد. همچنین متوجه می‌شود که کیچی‌جیرو او را به شدت در سراسر ژاپن تعقیب کرده‌است و اگرچه خائن است، اما از قضا وفادارترین دوست او نیز هست. در فصل پایانی، هنگامی که کیچی‌جیرو از رودریگز مرتد می‌خواهد اعتراف او را به عنوان یک کشیش بشنود، به رودریگز نشان می‌دهد که او هنوز هم می‌تواند به خدا خدمت کند.[۳۱]

- اینواوئه ماساشیگه: شخصیت مقابل قهرمان داستان، مقام ارشد تفتیش عقیده در ناگاساکی و «معمار آزار و شکنجه مسیحی» است. اگرچه رودریگز مدت‌ها قبل از ملاقات با او دربارهٔ اینواوئه شنیده بوده و انتظار داشت که او تجسمی از شیطان باشد، اما اینواوئه، با وجود اینکه او رنج و شکنجه وحشیانه‌ای را بر مسیحیان ژاپنی تحمیل می‌کند، به طرز شگفت‌انگیزی با شخصیت، مهربان و فروتن است. اینواوئه با حضور مسیحیت در ژاپن مخالفت می‌کند، زیرا احساس می‌کند که این مسیحیت چیز جدیدی را به ژاپن ارائه نمی‌دهد و در ازای آن جای پای زیادی به انگلیس، هلند، اسپانیا و پرتغال می‌دهد. علاوه بر این، مانند فریرا، اینواوئه معتقد است که مسیحیت با دیدگاه ژاپنی‌ها به جهان، به ویژه در دفاع جزمی آن از حقایق جهانی و خدایان متعالی، ناسازگار است. اینواوئه عدم نفرت خود از مسیحیت را بیان می‌کند، اما صرفاً به دلایل عمل‌گرایانه مخالفت خود را با آن ابراز می‌کند. اگرچه در نهایت اینواوئه موفق می‌شود رودریگز را مرتد کند، اما حفظ ایمان شخصی کشیش نشان می‌دهد که اینواوئه کاملاً پیروز مبارزه نیست.[۳۲]

- مترجم ژاپنی: مترجم در طول دستگیری و زندانی شدن رودریگز چندین بار ظاهر می‌شود. مترجم، مانند اینواوئه، به رسم مسیحیت تعمید یافته و حتی در مدرسه مذهبی مسیحی تحصیل کرده بود. با این حال، برخلاف اینواوئه، مترجم خصومت شدیدی نسبت به مسیحیت دارد که تا حد زیادی به دلیل برخورد با یک کشیش نژادپرست پرتغالی بود. البته او خصومتی نسبت به خود رودریگز نداشت؛ چنان‌که با رفتار اغلب دلسوزانه‌اش نسبت به رنج روانی رودریگز، این عدم دشمنی را نشان می‌داد. این مترجم در زمانی که اینواوئه علیه مسیحیت استدلال می‌کند، وارد بحث می‌شود و مخالفت شدیدتری را علیه مسیحیت ارائه می‌کند.[۳۳]
- ایچیزو: مرد مسنی در دههٔ پنجاه سالگی که از اهالی روستای توموگی است. ایچیزو و موکیچی به جرم مسیحی بودن، به میله‌های ساخته شده از تنه درخت بسته شده‌اند و در کنار ساحل دریا منتظر مرگند. روزها می‌گذرد و در میان امواج، روستاییان می‌توانند صدای موکیچی را در حال خواندن سرودی مسیحی بشنوند: «ما در راه معبد بهشت هستیم.»[۳۴]

- موکیچی: مردی جوان و یکی از معدود مسیحیانی است که در طول بازجویی در توموگی نامش مشخص است. اگرچه موکیچی سعی می‌کند همان‌طور که رودریگز به او گفته‌است، تظاهر به مرتد شدن کند اما نمی‌تواند به خواسته مأموران به نمادهای مسیحیت توهین کند و مشخص می‌شود که یک مسیحی است؛ بنابراین در سواحل دریای روستای خود در کنار ایچیزو شکنجه می‌شود و می‌میرد.[۳۵]

- مونیکا (هارو): «مونیکا» نام غسل تعمیدی «هارو» است. او یک زن مسیحی ژاپنی است. مونیکا در همان زندانی حبس می‌شود که رودریگز قرار دارد. اما تنها چند روز در آنجا می‌ماند و پس از این که گارپه از ارتداد امتناع می‌کند، او نیز در دریا انداخته و غرق می‌شود.[۳۶] مونیکا دچار سوءتغذیه بود، با این حال فداکارانه تنها غذای خود، کمی خیار را به پدر رودریگز، مردی که قبلاً هرگز با او برخورد نکرده بود، عرضه کرد. این برای پدر رودریگز بسیار بزرگ بود و او را به این پرسش واداشت که چه کاری می‌تواند برای کمک به این مردم انجام دهد.[۳۷] مونیکا امیدوارانه از بهشت و آرامشی که در آن خواهد بود صحبت می‌کند و کشیش ناگهان از آنچه احساس می‌کند مفهوم ساده‌ای از بهشت است عصبانی می‌شود، اما زبانش را نگه می‌دارد.[۳۸]

## روایت داستان
سکوت از یک پیشگفتار و ده فصل و یک ضمیمه تشکیل شده‌است. پیشگفتار از منظر تاریخی به صورت سوم شخص روایت می‌شود. تأثیر این سبک روایت این است که به یک داستان تاریخی حالتی واقع‌گرایانه می‌بخشد. سپس از فصل اول تا چهارم، داستان از زبان رودریگز روایت می‌شود. در اینجا، صدا رسالتی است: رودریگز در حال نوشتن نامه به وطنش است تا مأموریت خود در ژاپن را توصیف کند. از فصل ۵ که شروع نیمه دوم کتاب است از شکل روایت سوم شخص استفاده می‌شود. فصل دهم از منظر دفتر خاطرات یوناسن (بر اساس شخصیت تاریخی انگلبرت کمپفر)، تاجر هلندی در دجیما در سال ۱۶۴۴ بازگو می‌شود. این فصل سپس به سوم شخص تغییر می‌کند و روی رودریگز تمرکز می‌کند. قسمت ضمیمه، دفترچه خاطرات یک افسر در اقامتگاه یا خانه رودریگز/اوکاموتو ساکائمون است. تأثیر همه این دیدگاه‌ها، که در پایان رمان بسیار با هم ترکیب شده‌اند، بار دیگر به کتاب داستانی تاریخی حس واقع‌گرایی می‌دهد، گویی محتوای آن واقعاً از منابع تاریخی جمع‌آوری شده‌است.

## خلاصه فصل‌های کتاب
| فصل      | تاریخ                               | محتوی |
| -------- | ----------------------------------- | --- |
| پیشگفتار | ۱۶۳۷                                | کلیسای کاتولیک رم خبر دریافت می‌کند که پدر کریشتاوائو فریرا شکنجه شده و مجبور شده‌است در ناگاساکی ژاپن مرتد شود (از ایمان خود دست بکشد). فریرا یک مبلغ بسیار مورد احترام پرتغالی بود که بیش از ۲۰ سال جنبش مسیحی را در ژاپن رهبری می‌کرد، بنابراین خیانت او به ایمان کلیسا را شوکه می‌کند. پس از شورش شیمابارا پرتغالی‌ها از سفر به ژاپن منع شده‌اند. «پدر سباستینو رودریگز» و «فرانسیسکو گارپه» به قصد پیگیری و پیدا کردن معلم و مرشد خود کریشتاوائو فریرا که شایع شده ایمان خود را ترک کرده، راهی ژاپن می‌شوند. آنها نخست به ماکائو در چین می‌رسند. در ماکائو، کشیشان با الساندرو والیگنانو، ناظر مأموریت ملاقات می‌کنند. |
| فصل ۱    | اوایل ژوئن ۱۶۳۹                     | پس از التماس‌های فراوان، والیگنانو سرانجام تسلیم می‌شود و به کشیشان اجازه می‌دهد سفر خود را «برای تبدیل دین ژاپن و جلال خدا» انجام دهند. در حالی که به دنبال یک کشتی چینی می‌گردند که ممکن است کشیش‌ها را به ژاپن قاچاق کند، به‌طور تصادفی با یک ژاپنی به نام «کیچی‌جیرو» برخورد می‌کنند. او موافقت می‌کند که به کشیش‌ها کمک کند تا به ژاپن بروند. کیچی‌جیرو با هر توصیفی که رودریگز و گارپه تاکنون در مورد ژاپنی‌ها به عنوان مردمی سرسخت و نجیب شنیده‌اند، در تضاد است. |
| فصل ۲    | چند روز بعد                         | رودریگز و گارپه به همراه کیچی‌جیرو به ژاپن وارد می‌شوند. کشیش‌ها پنهان می‌شوند و کیچی‌جیرو برای بررسی منطقه می‌رود. کشیشان می‌ترسند که او نیز مانند یهودا خیانت کند. با این حال، پس از چند ساعت، کیچی‌جیرو و چند دهقان از راه می‌رسند که کشیش‌ها را با «پادر» (پدر) پرتغالی خطاب می‌کنند و ثابت می‌کنند که آنها واقعاً مسیحی هستند. آنها همراه با دهقانان به روستای «توموگی»، یک دهکده ماهیگیری کوچک در نزدیکی ناگاساکی می‌روند. دهقانان کشیشان را در کلبه ای پنهان می‌کنند. جو سیاسی، انزوا را یک ضرورت کرده‌است و آنها مجبور شده‌اند دین خود را با این پنهان‌کاری‌ها تطبیق دهند. در دهکده آنها با «موکیچی»، «ایچیزو» و خواهر مهربانش «اوماتسو» که از مسیحیان مؤمن هستند آشنا می‌شوند. |
| فصل ۳    | ۲۲ تا ۲۴ ژوئن ۱۶۳۹                  | ژاپن در فصل بارانی خود به سر می‌برد. مردانی اهل جزیره گوتو پس از اینکه کیچی‌جیرو به سراغ آنها رفتند و آمدن کشیش‌ها را اطلاع داد، برای دیدن آنان به روستای توموگی وارد می‌شوند. رودریگز و گارپه متوجه می‌شوند که کیچی‌جیرو در واقع یک مسیحی است. او هشت سال قبل با پا گذاشتن بر تصویر مسیح مرتد شد، در حالی که بقیه خانواده‌اش مرتد نشدند و داوطلبانه شکنجه و مرگ را پذیرفتند. رودریگز تصمیم می‌گیرد که همراه آنها برود و از جزیره‌شان دیدن کند اما گارپه در توموگی ماند. در جزیره گوتو به نظر می‌رسد همه مسیحی هستند و حتی سعی نمی‌کنند دین خود را پنهان کنند. رودریگز پس از چند روز به توموگی بازمی‌گردد اما هنگامی که در تاریکی شب به ساحل می‌رسد، موکیچی با او ملاقات می‌کند و به او می‌گوید که باید فرار کند زیرا نگهبانان در روستا هستند. آنها هنوز در مورد کشیش‌ها اطلاعی ندارند، اما می‌دانند که مسیحیان پنهان در توموگی وجود دارند. |
| فصل ۴    | ۱۶۳۹                                | از روستاییان «توموگی» خواسته می‌شود که سه گروگان را برای بازجویی و فرستادن به ناگاساکی انتخاب کنند. «موکیچی» و «ایچیزو» داوطلب می‌شوند و کیچی‌جیرو توسط اهالی روستا انتخاب می‌شود. چند هفته بعد، «موکیچی» و «ایچیزو» به توموگی بازگردانده می‌شوند تا اعدام شوند. این دو مرد به صلیب‌هایی در خط ساحلی بسته شده‌اند، جزر و مد به آرامی بالا می‌رود و با ایجاد خستگی مفرط آنها را می‌کشد اما کیچی‌جیرو که به انجام خواسته دستگیرکنندگانش عمل کرده، آزاد می‌شود. رودریگز و گارپه توموگی را ترک می‌کنند و راه خود را از هم جدا می‌کنند. کیچی‌جیرو، رودریگز را در ازای گرفتن سکهٔ نقره به مأموران تحویل می‌دهد. نگهبانان رودریگز را به کلبه‌ای کوچک می‌برند، جایی که چندین روستایی از قبل در غل و زنجیر نگهداری می‌شوند. یک سامورایی پیر نزد او به کلبه می‌آید و از او می‌خواهد که مرتد شود تا جان افرادی را که به تازگی ملاقات کرده‌است، به خطر نیندازد. پس از آن، یک سامورایی دیگر وارد می‌شود که به زبان پرتغالی حرف می‌زند. این شخص توضیح می‌دهد که او زبان پرتغالی را در «حوزه‌های دینی مسیحی» یادگرفته است. رودریگز و مرد مترجم وارد بحث و گفتگوی مذهبی می‌شوند. در نهایت، مترجم می‌گوید که اگر رودریگز مرتد نشود، زندانیان تا زمانی که بمیرند، «به صورت وارونه در گودال (آنا-تسوروشی) معلق خواهند ماند». رودریگز در مورد استاد سابقش می‌پرسد. در تعجب و وحشت رودریگز، مترجم ادعا می‌کند که فریرا در ناگاساکی زندگی می‌کند، نامی ژاپنی برگزیده و با همسری ژاپنی ازدواج کرده‌است. |
| فصل ۵    | ۱۶۳۹                                | رودریگز در جاده به گروه کوچکی از مسیحیان ژاپنی ملحق می‌شود. در میان آنها مردی یک چشم و زنی وجود دارد که خود را مونیکا معرفی می‌کند که خیار پنهان در پیراهن خود را به کشیش پیشنهاد می‌کند. رودریگز خود را در یک کلبه زندان با چند دهقان می‌بیند. به زودی همان سامورایی قدیمی که به توموگی آمده بود ظاهر می‌شود. او به آرامی سعی می‌کند آنها را متقاعد کند که قبل از رفتن او مرتد شوند. پیرمرد به رودریگز می‌گوید که زندگی بقیه به او بستگی دارد: اگر او مرتد شود، آنها در امان خواهند بود. سپس مترجمی از راه می‌رسد، مردی ژاپنی که می‌تواند واسطه رودریگز و مقامات باشد. او و رودریگز با یکدیگر بحث می‌کنند: مترجم مدتی را در مدرسه‌ای در اروپا گذرانده، اما آن را ترک کرده و می‌خواهد رودریگز بداند که مسیحیت چیزی است که ژاپنی‌ها به آن نیاز ندارند و نمی‌خواهند. مترجم تأیید می‌کند که فریرا مرتد شده‌است و فاش می‌کند که او اکنون در ناگاساکی در عمارتی با همسری ژاپنی زندگی می‌کند. رودریگز دعا می‌کند که مجبور نباشد مرتد شود و از سکوت خدا ناامیدتر می‌شود. در حالی که رودریگز در جاده حمل می‌شود، مردی را می‌بیند که به چوبی تکیه داده و به آرامی او را دنبال می‌کند و به سرعت متوجه می‌شود که کیچی‌جیرو است. |
| فصل ۶    | رودریگز در زندان                    | رودریگز در زندانی خارج از شهر نگهداری می‌شود. نه روز بعد، اسیرکنندگان رودریگز را به سلول دیگری منتقل می‌کنند که زندانیان دیگری هم در آن هستند. پس از چند هفته نگهبانان رودریگز را به بیرون می‌برند و او را جلوی پنج صندلی می‌اندازند که در نهایت توسط پنج سامورایی پر می‌شود. زمان بازجویی رودریگز فرا رسیده‌است. وسط آن پنج نفر، پیرمردی مهربان نشسته‌است و با دلسوزی به کشیش توضیح می‌دهند که رابطه بین دولت‌های مربوط به آنها، ریشهٔ ممنوعیت مسیحیت است. در کمال تعجب رودریگز، معلوم می‌شود که این مرد مهربان «اینواوئه ماساشیگه» است - مردی که فریرا را قبلاً مرتد کرده‌است. اینواوئه و مترجم توضیح می‌دهند که آنها آموزه مسیحیت را رد نمی‌کنند، فقط استدلال می‌کنند که برای ژاپن ارزشی ندارد. رودریگز معتقد است که اگر چیزی درست باشد، در کل صادق است، اما آنها با او مخالف هستند و می‌گویند که مسیحیت ممکن است در اسپانیا و پرتغال مناسب باشد، اما اینجا نه. چند روز بعد غریبه‌ای با عجله وارد زندان می‌شود. کیچی‌جیرو است که با فریاد از کشیش تقاضای بخشش می‌کند و برای نگهبانان فریاد می‌زند که باید او را دستگیر کنند، زیرا او مسیحی است. روز پایمال کردن فومیئه از راه می‌رسد. همه زندانیان به جز رودریگز - که از پنجرهٔ میله‌ای سلولش تماشا می‌کند - در یک صف در حیاط ایستاده‌اند. وقتی هیچ‌کس مرتد نمی‌شود، زندانیان را به سلول‌های خود بازمی‌گردانند، به جز مرد یک چشم که یکی از مسئولان می‌خواهد با او صحبت کند. پس از اینکه مرد یک چشم برای دقایقی دوستانه با مسئول صحبت کرد، مسئول شمشیر خود را بیرون کشید و بدون هیچ هشداری سر مسیحی را از تن جدا کرد. این مسئول فریاد می‌زند که سرنوشت هر فردی که برای اعتقاد خود بیشتر از جان خود ارزش قائل است چنین است. بعد از آن رودریگز از سلول خود کیچی‌جیرو را تماشا می‌کند، که بعد از پا گذاشتن بر روی فومیئه زندان را ترک می‌کند. |
| فصل ۷    | رودریگز در زندان                    | رودریگز پنج روز بعد دومین دیدار خود را با «اینواوئه ماساشیگه» دارد. اینواوئه پرتغال، اسپانیا، انگلیس و هلند را به چهار معشوقه تشبیه می‌کند که برای جلب توجه ژاپن رقابت می‌کنند. آنها سعی می‌کنند در داخل مسیحیت را تبلیغ کنند و اهرم فشاری برای خود به دست آورند، وقتی کشیش پاسخ می‌دهد که مرد باید تنها به یک «همسر» یعنی مسیحیت بسنده کند، اینو پاسخ می‌دهد که ژاپنی‌ها دوست ندارند که به آنها عشق تحمیل شود و هیچ ارزشی در مسیحیت نمی‌بینند که بتوانند از آن بهره ببرند. سپس رودریگز شاهد مرگ مونیکا و گارپه در دریا است. چند روز بعد رودریگز به یک معبد برده می‌شود و با فریرا ملاقات می‌کند که مرتد شده و یک کیمونو بر تن دارد. فریرا (که اکنون با نام ژاپنی «ساوانو چوان» شناخته می‌شود) توضیح می‌دهد که در حال کار بر روی یک کتاب نجوم برای ژاپن است. رودریگز معلم سابق خود را سرزنش می‌کند. فریرا با نشان دادن زخمی بر روی سرش که از زمانی که در گودال آویزان شده بود، توضیح می‌دهد که وقتی فردی به صورت وارونه در گودال آویزان می‌شود، طناب‌ها دست‌ها و پاهای او را می‌بندند و یک برش کوچک در پشت هر گوش تضمین می‌کند که خون زیادی در سرش جمع نمی‌شود تا موجب مرگ او شود. در عوض، فرد مبتلا برای روزها به آرامی خونریزی می‌کند. مسیحیت را نمی‌توان به سادگی در باتلاق ژاپن فرو برد و انتظار داشت که شکوفا شود. فریرا اعلام می‌کند که وظیفه او متقاعد کردن رودریگز برای ارتداد است. |
| فصل ۸    | رودریگز در زندان                    | روز بعد، مترجم برای آخرین بار تلاش می‌کند تا با رودریگز استدلال کند، اما کشیش به او می‌گوید که ترجیح می‌دهد شکنجه شود تا اینکه مرتد شود. او را بر پشت اسب می‌گذارند و در خیابان‌های ناگاساکی رژه می‌روند تا مورد تمسخر و تمسخر قرار گیرد. رودریگز به یک سلول کوچک و تاریک پرتاب می‌شود. او همواره درون سلول خود صدایی به مانند خروپف می‌شنود. پس از مدتی فریرا که برای دیدن او به زندان وارد شده توضیح می‌دهد که این صدا در واقع «نالهٔ مسیحیان در حال شکنجه و آویزان در گودال» است و توضیح می‌دهد که در واقع همین تجربه و صدای رنج مردم بیگناه بوده که سرانجام او را وادار به تسلیم کرده‌است. رودریگز سرانجام دیگر نمی‌تواند مبارزه کند. او تسلیم می‌شود و بر روی فومیئه پا می‌گذارد. انگار پایش پر از درد است. چهره فلزی مسیح می‌گوید: «لگد بزن! پایمال کن! من بیشتر از هرکسی درد پای تو را می‌دانم. پایمال کن! قرار بود توسط مردان پایمال شوم که من در این دنیا به دنیا آمدم. برای تقسیم درد مردم بود که صلیب خود را حمل کردم.» |
| فصل نه   | چندین ماه بعد                       | رودریگز به «پل» تغییر نام داده‌است و چندین ماه است که در ناگاساکی در بازداشت خانگی زندگی می‌کند. او در بالکن خانه‌اش در ناگاساکی نشسته‌است و بچه‌ها در زیر آن بازی می‌کنند و او را «پلِ مرتد» صدا می‌کنند. کشیش سابق هنوز از کاری که انجام داده متزلزل است. با این وجود، او در درون خود از ایمانش دست برنداشته است. رودریگز با مقام‌های دولتی برای شناسایی اشیاء مسیحی ممنوعه قاچاق شده به ژاپن همکاری می‌کند و گاهی فریرا را می‌بیند. |
| فصل ۱۰   | از ژوئیه سال ۱۶۴۴ تا ۱۶۴۶           | نیمه اول این فصل به شکل یادداشت‌های روزانه نوشته شده توسط یک کارمند کشتیرانی هلندی ساکن ژاپن است. از طریق دفتر خاطرات، خوانندگان متوجه می‌شوند که سباستین رودریگز و کریشتاوائو فریرا در بازجویی از مسیحیان حضور داشته و شهادت آنها گاهی منجر به مرگ متهم می‌شود. از آنجائیکه فریرا و رودریگز ادعا می‌کنند که کلیسا در تلاش است «کشیشان را با کشتی‌های هلندی به ژاپن بفرستد». هلندی‌ها تحت نظارت قرار می‌گیرند و کشتی‌های هلندی جستجو می‌شوند، اما چیزی پیدا نمی‌شود. رودریگز به دفتر اینواوئه احضار می‌شود. این اولین باری است که او پس از ارتداد اینواوئه را می‌بیند. اینواوئه به رودریگز هویت ژاپنی جدیدی می‌دهد که از یک مرد مرده گرفته شده - «اوکاموتو ساکائمون». همچنین به رودریگز زن و دارایی همان مرد داده می‌شود. اینواوئه با اشاره به وضعیت شکست خورده کشیش سابق، به او یادآوری می‌کند که رودریگز از او (ایئواوئه) شکست نخورده‌است، بلکه شکست او تنها به علت «باتلاق ژاپن» است که مسیحیت نمی‌تواند در آن رشد کند. کیچی‌جیرو در خانه رودریگز زمزمه می‌کند که می‌خواهد کشیش اعتراف او را بشنود و او را عفو کند. اگرچه رودریگز دیگر خود را یک کشیش نمی‌داند، اما درخواست او را انجام می‌دهد - در حالی که به خیانت خود فکر می‌کند، در می‌یابد که در یک تناقض ظاهری، ارتداد (از کلیسای کاتولیک)، او را به عشق جدیدی به خدا رسانده‌است. |
| ضمیمه    | پس از مرگ رودریگز/اوکاموتو ساکائمون | دفترچه خاطرات یک مقام رسمی در اقامتگاه یا خانه رودریگز/اوکاموتو ساکائمون در ادو (توکیوی امروزی) است. این دفترچه خاطرات اعضای خانواده، فعالیت‌های رودریگز در نوشتن انکار مسیحیت تحت دستور مقام‌ها، و اقلام مسیحی یافت شده در اختیار او را فهرست می‌کند. مسیحیان همچنان مورد آزار و اذیت قرار می‌گیرند و ضمیمه حاوی سوابق زندانی شدن آنها است. در نهایت مرگ ساکائمون ثبت می‌شود. او در سن ۶۴ سالگی بر اثر بیماری درگذشت. او ۳۰ سال در اقامتگاه خود در ادو زندگی کرده بود. جسد او سوزانده شد. |

## اهمیت
سکوت در سال ۱۹۹۶ جایزه تانیزاکی را برای بهترین ادبیات کامل سال دریافت کرد و به عنوان شاهکار و برترین دستاورد اندو شناخته شده‌است.
گراهام گرین (۱۹۰۴ – ۱۹۹۱) نویسنده انگلیسی، در معرفی این رمان نوشته‌است «به نظر من یکی از بهترین رمان‌های زمان ماست.» سکوت که حمایت مشتاقانه ای از گراهام گرین دریافت کرد، حتی کاندیدای جایزه نوبل ادبیات محسوب می‌شد، اما گفته می‌شود که او این جایزه را از دست داده‌است زیرا موضوع و نتیجه‌گیری مورد علاقه داوران نبود. دیوید میچل (متولد ۱۹۶۹) نویسنده بریتانیایی که در ژاپن زندگی می‌کند و رمان‌هایی در مورد ژاپن نوشته‌است، همچنین سکوت را می‌ستاید و می‌گوید: «سکوت یکی از بهترین رمان‌های ژاپن در قرن بیستم است.»
در سال ۲۰۰۹، روزنامه گاردین بریتانیا سکوت را در فهرست ۱۰۰۰ رمانی که باید قبل از مرگ خوانده شود، قرار داد. این کتاب همچنین در رده‌بندی ۱۰۰ کتاب ادبیات برتر ژاپنی که با رأی دوستداران خارج از کشور ژاپن تعیین می‌شود، در رتبه ۳۲ (در اکتبر ۲۰۲۲) قرار دارد.

## نقد و تحلیل
مسیح برای انسان‌های خوب و زیبا نمرد. این نوع مردن خیلی آسان است. آنچه دشوار است، مردن برای حقیران و فاسدان است. (رودریگز)

این رمان همچنین مورد تحلیل گسترده قرار گرفته‌است. شخصیت‌های مشهوری از جمله میشیما یوکیو، آیدا یوجی، اتو جون، نیوا فومیو، تاکادا یاسوجون، ایتو سی، اوکا شوهی و کامی کاتسوایچیرو اظهار نظر، نقد و اشاره به سکوت کردند. جان آپدایک در نقدی که نیویورکر منتشر کرد، سکوت را «یک اثر قابل توجه، مطالعه‌ای غم‌انگیز، ظریف و به طرز شگفت‌انگیزی همدلانه دربارهٔ یک مبلغ جوان پرتغالی در طول آزار و اذیت بی‌امان مسیحیان ژاپنی در اوایل قرن هفدهم» توصیف کرده‌است.
در مورد این که چرا ژاپنی‌ها مسیحیت را پذیرفتند، اندو یک دلیل احتمالی را بیان می‌کند. او در رمان خود بارها نشان می‌دهد که دهقانان ژاپنی با فقر و سختی و ظلمی مواجهند که از سوی سامورایی‌ها و اربابانشان به آنها تحمیل می‌شود. مسیحیت اگر نه در این زندگی، پس در زندگی بعدی، راهی برای خروج از این وضعیت ارائه می‌کرد. در این رمان چند بار ذکر شده‌است که علت آماده بودن مسیحیان ژاپنی برای شهادت این است که در زندگی بعدی که در شرف ورود به آن هستند، پاداش رنج خود را خواهند گرفت. مضمون سکوت این است که خدا (تثلیث) ساکت نیست؛ بلکه همراه با انسان رنج می‌برد و ارتداد رودریگو بیشتر داستان بیداری او و رسیدن به ایمانی واقعی است. او به جای ایمان به یک خدای حاکم مانند یک پدر، به خدایی ایمان می‌آورد که مانند یک مادر در کنارش است، اعتقاد به «عیسای همدم» که همراه با انسان رنج می‌کشد، از طریق رمان روایت می‌شود.
مارتین اسکورسیزی در مقدمه‌اش بر رمان سکوت می‌نویسد:
 سکوت برای من حکایت کسی است که ابتدا قدم به راه مسیح گذاشته اما دست آخر از شرورترین شخصیت مسیحیت، یعنی یهودا سر درمی‌آورد. عیناً جا پای او می‌گذارد و در این راه است که قادر به درک نقش یهودا می‌شود. این یکی از دردناک‌ترین معماها در تمام مسیحیت است. نقش یهودا چه بود؟ مسیح دربارهٔ او چه فکر می‌کرد؟ ما امروز چه درکی از او داریم؟ با کشف انجیل یهودا، طرح این پرسش‌ها واجب تر هم شده‌است. اندو بی پرده‌تر از هر هنرمند دیگری که می‌شناسم به مسئله یهودا می‌پردازد. او این نکته را درک کرده که مسیحیت برای بقا و وفق دادن خود با فرهنگ‌های دیگر و در بزنگاه‌های تاریخی، نه فقط به نقش مسیح، بلکه به نقش یهودا نیز محتاج است.»
سکوت در میان کاتولیک‌های ژاپنی که در میان برخی از سرسخت‌ترین منتقدان رمان بودند، بلافاصله پس از چاپ موفقیت‌آمیز نبود. در عوض، محبوبیت رمان توسط «دانشجویان چپ‌گرا» که خود را در وضعیتی مشابه با شرایط اسفبار رودریگز در ژاپن می‌دیدند، افزایش یافت. این رمان به‌طور قابل توجهی با رمان قدرت و جلال گراهام گرین مقایسه شد، که باعث شد از اندو به عنوان «گراهام گرین ژاپن» یاد شود.

## الهام و بازآفرینی

### فیلم‌ها
ماساهیرو شینودا در سال ۱۹۷۱ فیلم سکوت را کارگردانی کرد که اقتباسی از این رمان بود.
در سال ۱۹۹۶ توسط ژائو ماریو گریلو فیلمی به عنوان چشم‌های آسیا از این رمان اقتباس شد.
در سال ۲۰۱۶، این رمان در فیلمی با نام سکوت، به کارگردانی مارتین اسکورسیزی، نویسندگی جی کاکس و اسکورسیزی، از این رمان اقتباس شد. این فیلم در ۲۹ نوامبر ۲۰۱۶ در مؤسسه پاپی شرقی در رم به نمایش درآمد.

### موسیقی
آهنگساز و شاعر تیزو ماتسومورا متن آواز و موسیقی اپرایی با همین عنوان را نوشت که در سال ۲۰۰۰ در تئاتر ملی جدید توکیو در توکیو به نمایش درآمد. سمفونی شماره ۳ (سکوت) از این رمان الهام گرفته شده‌است. این سمفونی توسط موسیقیدان اسکاتلندی جیمز مک‌میلان در سال ۲۰۰۲ ساخته شده‌است.
بر اساس فیلمنامه و آهنگسازی تیزو ماتسومورا به اپرای سکوت تبدیل شد و در سال ۱۹۹۳ به نمایش درآمد.